# Ionel Fulga
Ionel Fulga (n. 17 februarie 1971 în Tulcea, România) este un fost mijlocaș român de fotbal.

## Activitate
- Pajura București (1986-1987)
- Victoria București (1988-1990)
- Dinamo București (1989-1991)
- FC Inter Sibiu (1991-1992)
- Steaua București (1992-1994)
- Rocar București (1994-1995)
- Dinamo București (1994-1996)
- FC Brașov (1996-1997)
- Rapid București (1996-1997)
- FC Argeș Pitești (1997-1998)
- Chindia Târgoviște (1997-1998)
- Astra Ploiești (1998-2000)
- Fulgerul Bragadiru (1999-2000)